# Zenta Meļņika
Zenta Meļņika (Jūrmala, 6 settembre 1991) è un'ex cestista lettone.
È la figlia di Igors Meļņiks.

## Carriera
Centro di 193 cm, si è aggregata a marzo 2012 con Taranto, poi campione d'Italia.

## Palmarès
- Campionato italiano: 1
Taranto Cras Basket: 2011-12
- Coppa Italia: 1
Taranto Cras Basket: 2011-12